# 佩尔·欣德
佩尔·欣德（瑞典語：Per Kinde，1887年4月14日—1924年7月1日），瑞典男子射击运动员。他曾代表瑞典参加1920年夏季奥林匹克运动会射击比赛，获得男子团体不定向飞靶铜牌。